# Siegertreppchen

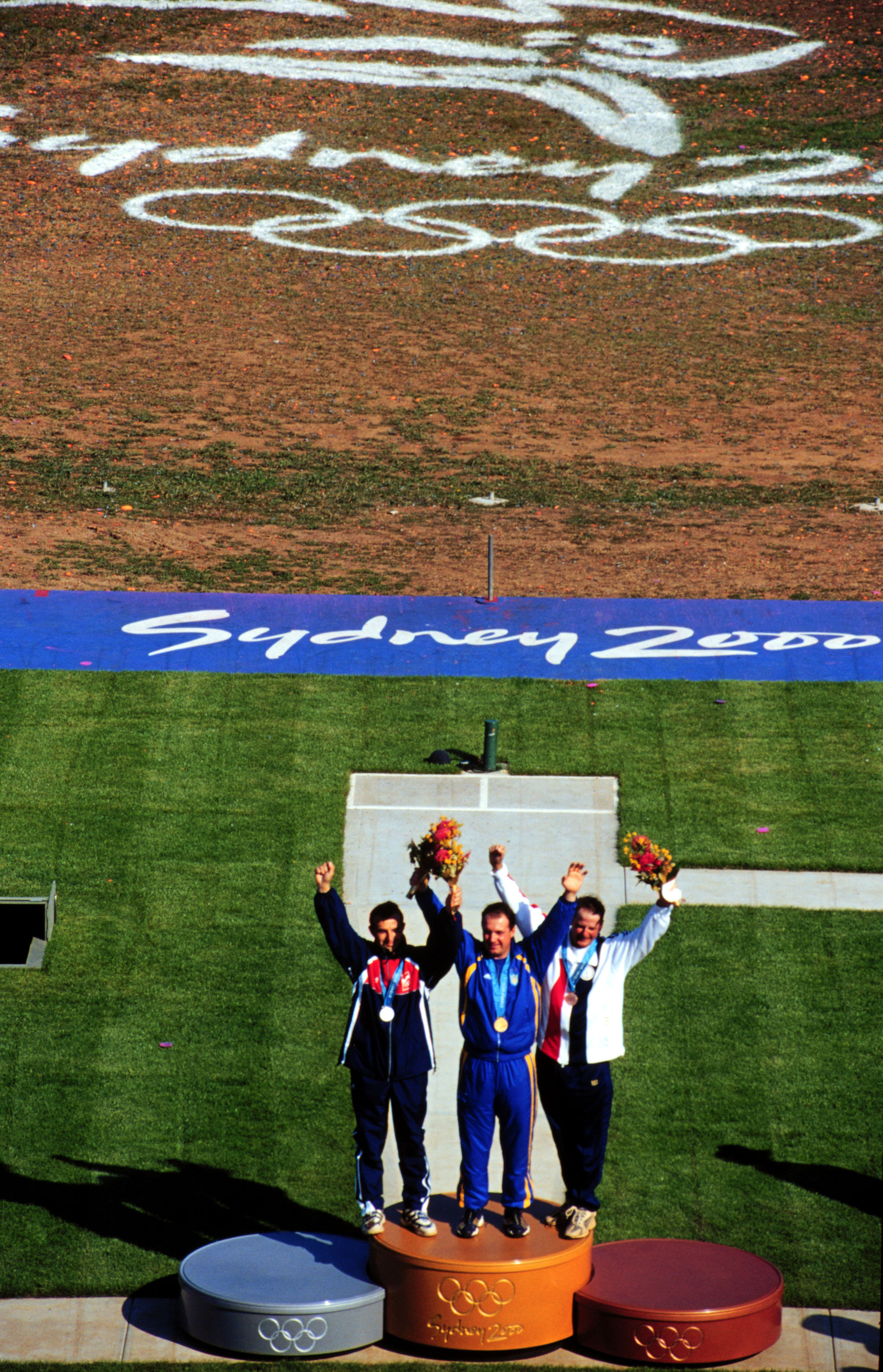
Siegertreppchen Sydney 2000

Das Siegertreppchen, auch Siegerpodest oder gelegentlich kurz Podium genannt, ist ein dreistufiges Podest zur Durchführung einer Siegerehrung der drei Erstplatzierten bei einem sportlichen Wettkampf. Dabei stehen die Sieger (Goldmedaillengewinner) auf der höchsten, mittleren Stufe und die Zweit- und der Drittplatzierten jeweils seitlich auf den niedrigeren Stufen. In der Regel steht auf der (vom Betrachter aus gesehen) linken Stufe der Zweitplatzierte. Oftmals sind die beiden niedrigen Stufen gleich hoch gebaut.
Für Mannschaften kann die Größe des Treppchens angepasst werden.
Die erstmalige Verwendung des Siegertreppchens lässt sich für 1930 in Kanada belegen, sowie für die Olympischen Winterspiele 1932 in Lake Placid bzw. für die Olympischen Sommerspiele 1932 in Los Angeles.